# ونسا وانجی ماتئو
شی کولی (به انگلیسی: Vanessa Vanjie Mateo) (زاده ۳ اکتبر ۱۹۹۱) زن‌پوش پورتوریکویی است.